# Kurt Russ
Kurt Russ (* 23. November 1964 in Langenwang) ist ein ehemaliger österreichischer Fußballspieler und heutiger -trainer. Der Verteidiger nahm an der Weltmeisterschaft 1990 in Italien teil.

## Karriere

### Als Spieler
Kurt Russ begann seine Fußballerkarriere bei seinem Heimatverein ATuS Raika Langenwang in der Steiermark. Er stammt aus einer fußballerischen Familie, bereits sein Onkel Heinz Russ war Nationalspieler gewesen. Ins Profi-Geschäft stieg er bei der Kapfenberger SV ein, für die er bis zu seinem Transfer in der Winterpause 1988 zum Erstligisten Vienna in der 2. Division spielte. Bei den Blau-Gelben erlebte Kurt Russ einen raschen Aufstieg, denn er konnte mit der Mannschaft nicht nur die bis heute einzigen beiden Teilnahmen im Europacup erreichen, sondern spielte am 27. April 1988 – nur einen Monat nach seinem Bundesligadebüt – auch zum ersten Mal unter Josef Hickersberger in der österreichischen Nationalmannschaft.
Unter Josef Hickersberger wurde Kurt Russ zum unumstrittenen Stammspieler in der Nationalmannschaft, seit seinem Debüt beim 1:0 gegen Dänemark stand er bei 27 von möglichen 33 Spielen bis 1991 in der Startaufstellung. Höhepunkt in dieser Zeit war die Teilnahme an der Weltmeisterschaft 1990 in Italien, bei der Österreich allerdings in der Gruppenphase ausschied. Nach der Weltmeisterschaft wurde der Steirer vom finanzstarken FC Swarovski Tirol abgeworben. Mit den Blau-Weißen scheiterte er zwei Mal in der Meisterschaft und wurde auch von Alfred Riedl nur noch einmal in die Nationalmannschaft einberufen.
Nachdem Kurt Russ beim Nachfolger FC Wacker Innsbruck sowie dem FC Tirol Innsbruck nur noch selten zum Einsatz gekommen war, wechselte er 1995 zum Linzer ASK. In der Bundesliga blieb Kurt Russ bis 1997 für die Athletiker am Ball.

### Als Trainer
Als Spielertrainer war er später für den SC Schwanenstadt in der Regionalliga Mitte tätig. Ab Sommer 2007 bis 17. März 2008 fungierte er als Cheftrainer des SK Vorwärts Steyr. Im Juni 2008 wurde er zum Trainer der Amateurmannschaft des Kapfenberger SV (Regionalliga Mitte) bestellt. Im Dezember 2012 wurde er neuer Co-Trainer der ersten Mannschaft des KSV, betreute aber in Doppelfunktion die Amateurmannschaft weiterhin als Cheftrainer. Im Mai 2016 gab er bekannt, dass er den Verein zur neuen Saison verlassen wird. Zur Saison 2016/17 wurde er Co-Trainer von Ivica Vastić beim Bundesligisten SV Mattersburg.
Zur Saison 2018/19 wurde Russ erneut Trainer des Zweitligisten Kapfenberger SV. Nach weiteren zwei Jahren als Trainer der KSV verließ er den Zweitligisten während der laufenden Saison 2019/20 im Juli 2020 und wechselte als Co-Trainer zum Bundesligisten TSV Hartberg. Nach dem Abgang von Markus Schopp nach England wurde Russ zur Saison 2021/22 Cheftrainer der Hartberger. Mit Hartberg belegte er nach dem Grunddurchgang den zehnten Tabellenrang, vor der Punkteteilung hatte man neun, nach der Punkteteilung dann fünf Punkte Vorsprung auf den Abstiegsplatz. Dies war damit der schlechteste Grunddurchgang in der Bundesligageschichte der Steirer, woraufhin man sich vor Beginn der Qualifikationsgruppe im März 2022 von Russ trennte.
Zur Saison 2022/23 heuerte der damals 58-Jährige in der oberösterreichischen Landesliga Ost (5. Spielklasse) an. Er übernahm das Traineramt der zweiten Mannschaft des ASKÖ Oedt.
Ab der Saison 2023/24 fungierte Russ Trainer der ersten Mannschaft von Oedt und wurde prompt Meister in der OÖ Liga. Am 8. Oktober 2024 unterschrieb er einen Vertrag beim Frauen-Bundesligisten 1. FFC Turbine Potsdam.

## Erfolge

### Als Spieler
- 1 × Österreichischer Vizemeister: 1991
- Teilnahme an der Fußball-Weltmeisterschaft 1990: Gruppenphase (Besten 24)
- 28 Länderspiele für die österreichische Fußballnationalmannschaft von 1988 bis 1991